# Richaun Holmes
Richaun Diante Holmes (Lockport, 15 ottobre 1993) è un cestista statunitense.

## Carriera
È stato selezionato dai Philadelphia 76ers al secondo giro del Draft NBA 2015 (37ª scelta assoluta).
Il 20 luglio 2018 viene scambiato ai Phoenix Suns in cambio di denaro.  In Arizona mantiene medie di 8,2 punti a partita e 4,7 rimbalzi.
Il 16 luglio 2019 arriva a Sacramento firmando un contratto di due anni con i Sacramento Kings. A scadenza verrà poi ri-firmato dalla stessa squadra Californiana per altri 4 anni.
Il 23 giugno 2023 viene trasferito ai Dallas Mavericks, venendo coinvolto in una trade a tre squadre con gli Oklahoma City Thunder e i Sacramento Kings.

## Statistiche

### NCAA
| Anno      | Squadra            | PG | PT | MP   | TC%  | 3P%  | TL%  | RP  | AP  | PRP | SP  | PP   |
| --------- | ------------------ | -- | -- | ---- | ---- | ---- | ---- | --- | --- | --- | --- | ---- |
| 2012-2013 | Bowling G. Falcons | 32 | 2  | 18,8 | 63,3 | 0,0  | 62,0 | 5,0 | 0,2 | 0,5 | 2,3 | 6,5  |
| 2013-2014 | Bowling G. Falcons | 32 | 31 | 32,0 | 50,7 | 30,0 | 70,6 | 7,7 | 0,9 | 1,1 | 2,8 | 13,3 |
| 2014-2015 | Bowling G. Falcons | 31 | 31 | 28,8 | 56,3 | 41,9 | 71,2 | 8,0 | 0,8 | 0,7 | 2,7 | 14,7 |
| Carriera  | Carriera           | 95 | 64 | 26,5 | 55,4 | 35,3 | 69,7 | 6,9 | 0,7 | 0,8 | 2,6 | 11,5 |

#### Massimi in carriera
- Massimo di punti: 29 vs Kent State (3 marzo 2015)[5]
- Massimo di rimbalzi: 18 vs Detroit-Mercy (30 novembre 2014)
- Massimo di assist: 4 (3 volte)
- Massimo di palle rubate: 4 vs Akron (9 febbraio 2014)
- Massimo di stoppate: 7 (2 volte)
- Massimo di minuti giocati: 41 vs Northern Illinois (10 marzo 2014)

### NBA

#### Regular Season
| Anno      | Squadra            | PG  | PT  | MP   | TC%  | 3P%  | TL%  | RP  | AP  | PRP | SP  | PP   |
| --------- | ------------------ | --- | --- | ---- | ---- | ---- | ---- | --- | --- | --- | --- | ---- |
| 2015-2016 | Philadelphia 76ers | 51  | 1   | 13,8 | 51,4 | 18,2 | 68,9 | 2,6 | 0,6 | 0,4 | 0,8 | 5,6  |
| 2016-2017 | Philadelphia 76ers | 57  | 17  | 20,9 | 55,8 | 35,1 | 69,9 | 5,5 | 1,0 | 0,7 | 1,0 | 9,8  |
| 2017-2018 | Philadelphia 76ers | 48  | 2   | 15,5 | 56,0 | 12,9 | 66,1 | 4,4 | 1,3 | 0,4 | 0,6 | 6,5  |
| 2018-2019 | Phoenix Suns       | 70  | 4   | 16,9 | 60,8 | -    | 73,1 | 4,7 | 0,9 | 0,6 | 1,1 | 8,2  |
| 2019-2020 | Sacramento Kings   | 44  | 38  | 28,2 | 64,8 | -    | 78,8 | 8,1 | 1,0 | 0,9 | 1,3 | 12,3 |
| 2020-2021 | Sacramento Kings   | 61  | 61  | 29,2 | 63,7 | 18,2 | 79,4 | 8,3 | 1,7 | 0,6 | 1,6 | 14,2 |
| 2021-2022 | Sacramento Kings   | 45  | 37  | 23,9 | 66,0 | 40,0 | 77,8 | 7,0 | 1,1 | 0,4 | 0,9 | 10,4 |
| 2022-2023 | Sacramento Kings   | 42  | 1   | 8,3  | 61,8 | 62,5 | 78,9 | 1,9 | 0,2 | 0,1 | 0,3 | 3,1  |
| 2023-2024 | Dallas Mavericks   | 23  | 2   | 10,3 | 55,9 | -    | 57,1 | 3,4 | 0,7 | 0,1 | 0,4 | 3,4  |
| 2023-2024 | Wash. Wizards      | 17  | 8   | 18,7 | 55,7 | 33,3 | 84,6 | 6,1 | 0,6 | 0,5 | 0,6 | 7,1  |
| 2024-2025 | Wash. Wizards      | 31  | 7   | 17,2 | 64,7 | 0,0  | 83,3 | 5,7 | 1,4 | 0,3 | 0,7 | 7,4  |
| Carriera  | Carriera           | 489 | 178 | 19,1 | 60,5 | 26,9 | 78,1 | 5,3 | 1,0 | 0,5 | 0,9 | 8,5  |

#### Play-off
| Anno     | Squadra            | PG | PT | MP  | TC% | 3P% | TL% | RP  | AP  | PRP | SP  | PP  |
| -------- | ------------------ | -- | -- | --- | --- | --- | --- | --- | --- | --- | --- | --- |
| 2018     | Philadelphia 76ers | 3  | 0  | 3,6 | 0,0 | -   | -   | 0,3 | 0,3 | 0,0 | 0,0 | 0,0 |
| Carriera | Carriera           | 3  | 0  | 3,6 | 0,0 | -   | -   | 0,3 | 0,3 | 0,0 | 0,0 | 0,0 |

#### Massimi in carriera
- Massimo di punti: 28 vs Portland Trail Blazers (4 dicembre 2019)[6]
- Massimo di rimbalzi: 20 vs Charlotte Hornets (5 novembre 2021)
- Massimo di assist: 6 (2 volte)
- Massimo di palle rubate: 4 (2 volte)
- Massimo di stoppate: 6 (3 volte)
- Massimo di minuti giocati: 45 vs Minnesota Timberwolves (26 dicembre 2019)

### G League
| Anno      | Squadra        | PG | PT | MP   | TC%  | 3P%  | TL%  | RP  | AP  | PRP | SP  | PP   |
| --------- | -------------- | -- | -- | ---- | ---- | ---- | ---- | --- | --- | --- | --- | ---- |
| 2016-2017 | Delaware 87ers | 6  | 6  | 24,5 | 59,2 | 16,7 | 73,7 | 6,7 | 1,0 | 0,3 | 1,5 | 12,2 |
| Carriera  | Carriera       | 6  | 6  | 24,5 | 59,2 | 16,7 | 73,7 | 6,7 | 1,0 | 0,3 | 1,5 | 12,2 |

## Controversie
Il 23 maggio 2019, insieme al cestista James Webb, è stato arrestato a Miami per possesso di marijuana. Dopo qualche ora in carcere i due sono tornati in libertà.